# 春畑行成
春畑 行成（はるはた ゆきなり、1972年 -）は、日本の小説家、推理作家。

## 概要
これまで、『このミステリーがすごい!』大賞や江戸川乱歩賞になどに応募するも落選。しかし、『このミステリーがすごい!』大賞の超隠し玉として2017年、『僕が殺された未来』で、2017年8月に宝島社文庫より小説家デビュー。

## 作品

### 単行本
- 僕が殺された未来（2017年8月、宝島社文庫）